# TBS 금요일 밤 9시 드라마
TBS 금요일 밤 9시 드라마(일본어: TBS金曜9時枠の連続ドラマ)는 TBS 텔레비전 계열에서 매주 금요일의 드라마이다.

## 작품 소개
- 《맨하탄 스캔들》
- 《벤 케이시》
- 《수사 검사》
- 《더 가드맨》
- 《24시간의 남자》
- 《시크릿 부대》
- 《불타는 형제》
- 《정성》
- 《얼굴로 웃고》
- 《하얀 활주로》
- 《붉은 미로》
- 《하얀 수평선》
- 《붉은 의혹》
- 《붉은 운명》
- 《붉은 충격》
- 《붉은 격류》
- 《붉은 인연》
- 《붉은 격돌》
- 《장미 해협》
- 《변호사 엄마》
- 《천중살의 여자들》
- 《붉은 폭풍》
- 《붉은 영혼》
- 《사계·나츠코》
- 《붉은 사선》
- 《푸른 절창》
- 《양파 벗겨하면 ...》
- 《해바라기의 노래》
- 《아이들이보고있는 것!》
- 《부모는 실마리에...》
- 《어른이 될 때까지 자제하는》
- 《이른봄 이야기》
- 《남녀 7인 여름 이야기》
- 《통쾌! OL 거리》
- 《파파는 뉴스 캐스터》
- 《친자 지그재그》
- 《스탠 바이 미~변덕 백서~》
- 《남녀 7인 가을 이야기》
- 《통쾌! 로큰롤 거리》
- 《파파는 연중 고생하는》
- 《젊은 부인은 팔을!》
- 《잠자리》
- 《스탠 바이 미 II~변덕 천사~》
- 《하이스쿨 낙서》
- 《아이 러브 유에서 시작하자》
- 《여기 시바우라 탐정사》
- 《우리들의 시대》
- 《졸업》
- 《예비교 부기》
- 《하이스쿨 낙서》2
- 《크리스마스 이브》
- 《엄마라는, 예쁘다!?》
- 《아빠와 낫짱》
- 《선생님의 즐겨 찾기》
- 《AD 부기》
- 《도쿄 엘리베이터 걸》
- 《그날의 저를 찾아서》
- 《천사처럼 살아보고 싶다》
- 《홈 워크》
- 《사랑한다는 것》
- 《더블 키친》
- 《옐로카드》
- 《RUN》
- 《만약 소원이 이루어진다면》
- 《개미야 안녕》
- 《커밍 홈》
- 《꿈꾸는 시절을 지나서도》
- 《집에 놀러 오세요》
- 《세컨드 찬스》
- 《신혼됩니다!》
- 《인생은 최상이다》
- 《캠퍼스 노트》
- 《새잎의 무렵》
- 《한 여름의 프로포즈》
- 《혼자 생활》
- 《이상의 결혼》
- 《가장 소중한 사람》
- 《교무실》
- 《사랑의 망설임》
- 《약탈 사랑·위험한 여자》
- 《선생님 몰라?》
- 《청색 시대》
- 《PU-PU-PU-》
- 《천국에 가장 가까운 남자》 (제1기)
- 《L×I×V×E》
- 《to Heart~사랑하고 죽고 싶다~》
- 《치프 러브》
- 《사랑의 하나님》
- 《이케부쿠로 웨스트 게이트 파크》
- 《Summer Snow》
- 《교습소 이야기》
- 《빅윙》
- 《천국에 가장 가까운 남자》 (제2기)
- 《네버랜드》